# CBOSS
CBOSS — IT-компания, один из производителей и поставщиков комплексных, интегрированных, конвергентных решений для операторов сотовой связи, сервис-провайдеров и виртуальных операторов сотовой связи. Штаб-квартира расположена в Москве. Также имеются офисы в Таганроге, Пено, Хельсинки (Финляндия), Дубае (ОАЭ). Компания является партнёром Hewlett-Packard, Oracle, Microsoft, Symantec, Cisco Systems, Xerox, Avaya.
CBOSS сотрудничает с иностранными операторами, в том числе с дочерними компаниями крупнейших телекоммуникационных групп.

## История
- 1996 — Регистрация и начало производственной деятельности первого коммерческого предприятия, использующего торговую марку «СиБОСС» / «CBOSS» (Convergent Business Operations Support Systems) — разработчика прикладного программного обеспечения, ориентированного на российских сотовых операторов.
- 1997 — Поставка АСР (Автоматизированной Системы Расчетов) собственной разработки первому клиенту в России, региональному GSM-оператору СМАРТС.
- 1998 — Первая замена иностранной системы на отечественное решение у крупного GSM-оператора.
- 1999 — Выход на мировой рынок — поставка АСР, системы оказания телематических услуг и автоматизированной аналитической систем за пределы России.
- 2000 — Построение собственного инновационного индустриального центра обработки данных.
- 2001 — Первая поставка АСР для стандарта PSTN, первое внедрение USSD-решения в РФ. Первое участие в крупнейшей мировой выставке Mobile World Congress.
- 2002 — Первый клиент из дальнего зарубежья. Первое внедрение интерактивной системы самообслуживания абонентов через Интернет.
- 2003 — Поглощение первой в России АСР для Интернет и IP-провайдеров «Абсолют».
- 2004 — Создание международной структуры, поглощение OBS бизнеса Fujitsu[4].
- 2005 — Первый запуск АСР реального времени CBOSSrtb в России. Сертификация производственных процессов по международному стандарту ISO 9001.
- 2006 — Успешный запуск первого Start-up оператора, IT инфраструктура которого полностью состояла из решений CBOSS.
- 2007 — Первый клиент MVNE в Германии. Подписание OEM-соглашения между компаниями HP и CBOSS.
- 2008 — Открытие регионального производственного центра в г. Таганрог. Технологическое обеспечение ребрендинга компании-клиента с Voxtel на Orange.
- 2009 — Клиентом CBOSS стала новая Start-up компания крупной телекоммуникационной группы, CBOSS также обеспечил запуск коммерческой деятельности новой компании. Поставка решения первому в России 4G оператору.
- 2010 — Клиентом CBOSS стал телекоммуникационный оператор РЖД. Реализация инновационной архитектуры бизнеса CBOSS с разделением на 2 производственных нода.
- 2011 — Открытие регионального производственного центра в Тверской области.

## Критика
Компания известна чрезмерным вовлечением в личную жизнь сотрудников: для определения лояльности работников используется детектор лжи, имеются сведения о том, что при приёме на работу соискатели проходят многочасовые собеседования, включающие заполнение множества анкет с личной информацией.

## Продукция
Компания CBOSS является производителем программного обеспечения для автоматизации деятельности операторов сотовой связи в следующих областях:
- Биллинг (конвергентное решение для Prepaid и Postpaid абонентов)
- Дополнительные виды обслуживания
- ERP
- Система управления взаимоотношениями с клиентами
- Business Intelligence